# جوزيف راديتزكي
يوهان جوزيف فنتزل، كونت رادتزكي من رادتز (بالألمانية: Johann Joseph Wenzel Anton Franz Karl Graf Radetzky von Radetz) (شلوس تربنتز، بوهيميا 2 نوفمبر / تشرين الثاني 1766 - ميلانو، إيطاليا 5 يناير/ كانون الثاني 1858) كان أحد النبلاء التشيكيين وجنرالاً نمساوياً، خلده مسير رادتزكي ليوهان شتراوس الأول. خدم الجنرال رادتزكي في الجيش لأكثر من 70 عاماً حتى وفاته في سن ال 91، وهو معروف بانتصاراته في معارك كوستوزا (24-25 يوليو/ تموز عام 1848) و نوفارا (23 مارس/ آذار 1849) خلال حرب الاستقلال الإيطالية الأولى.

## معرض صور

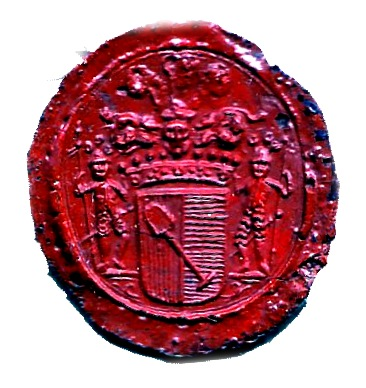
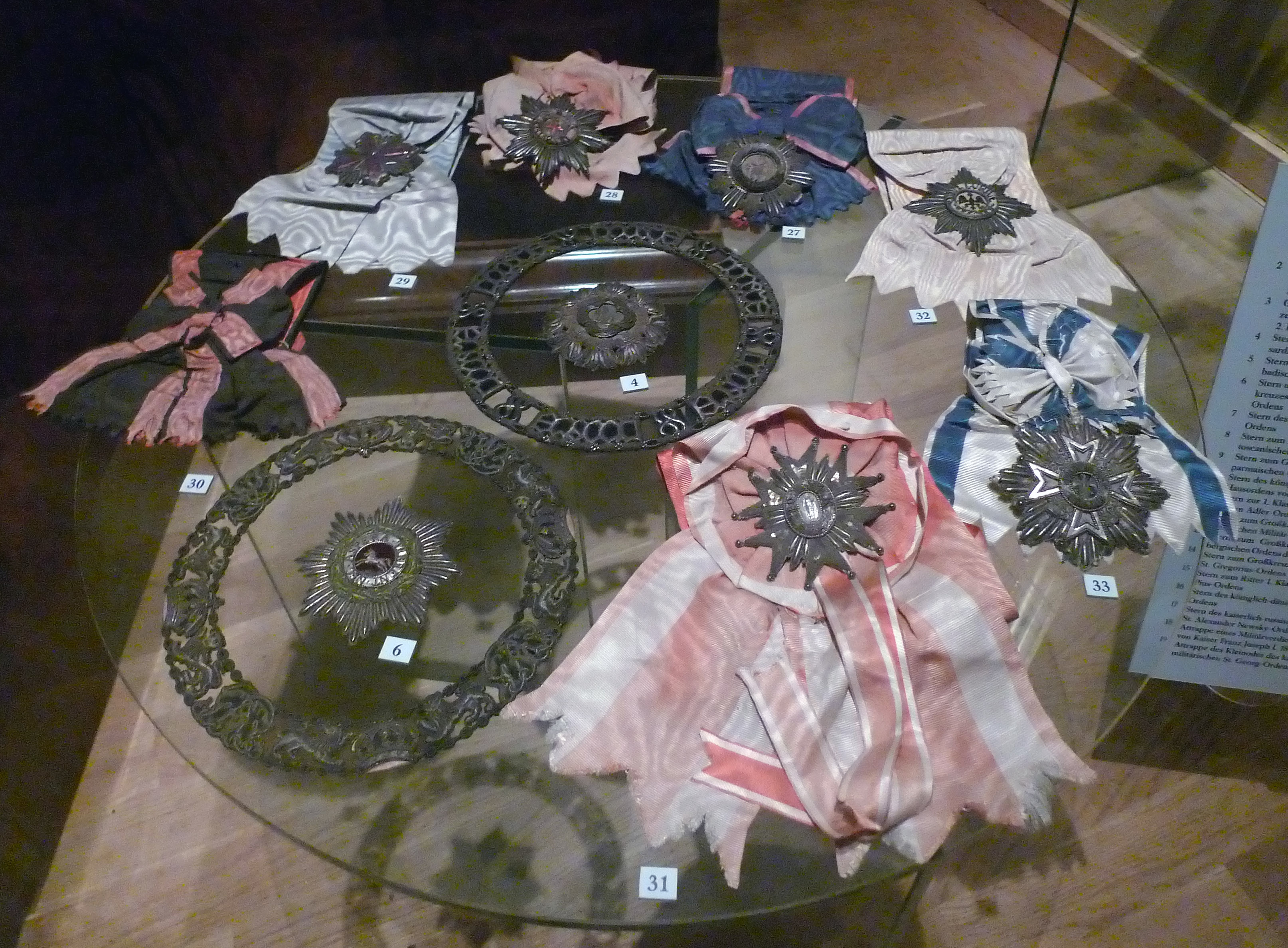
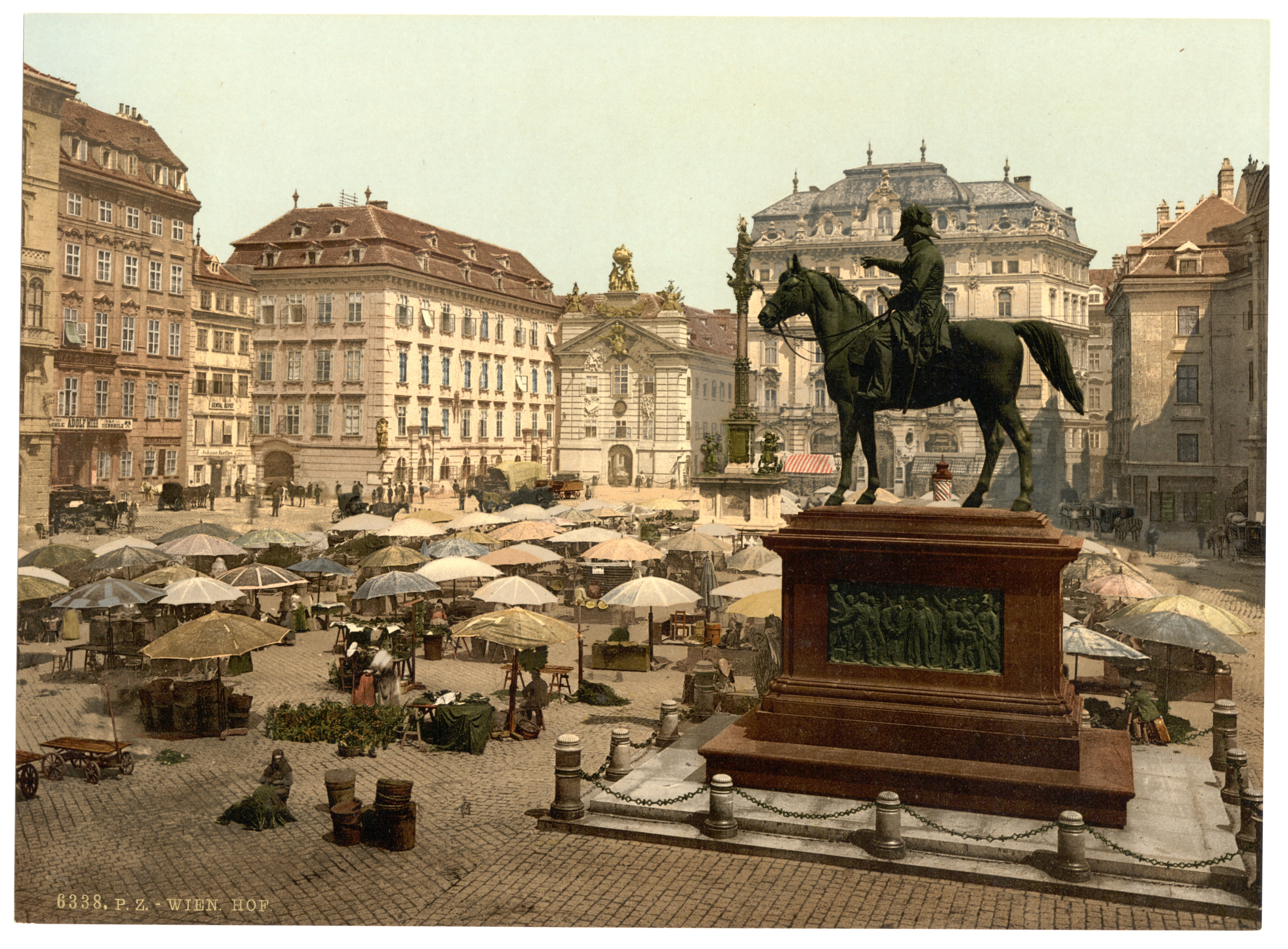
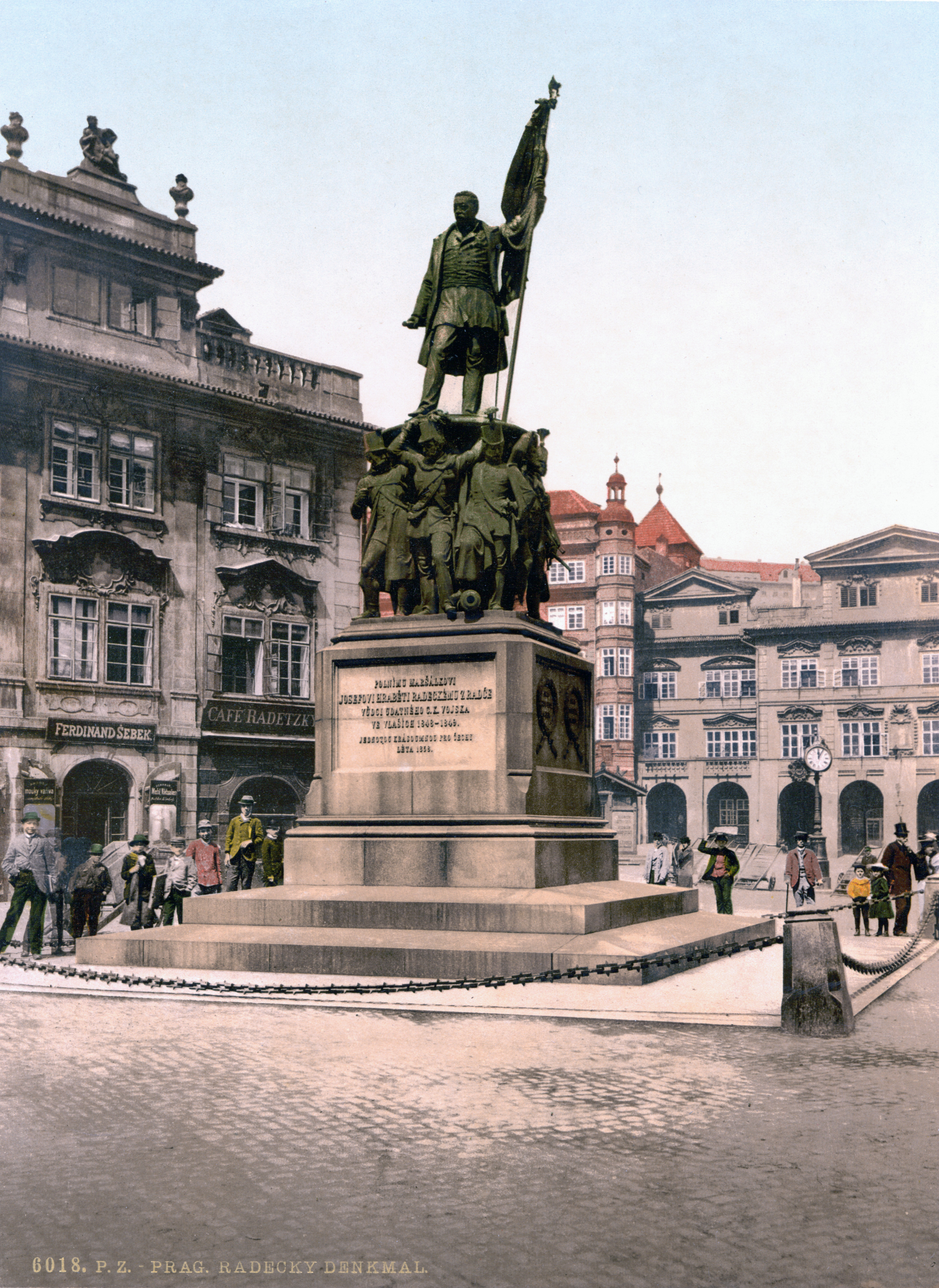

## روابط خارجية
- جوزيف راديتزكي على موقع الموسوعة البريطانية (الإنجليزية)
- جوزيف راديتزكي على موقع ميوزك برينز (الإنجليزية)